# 俄斯特拉发工业大学

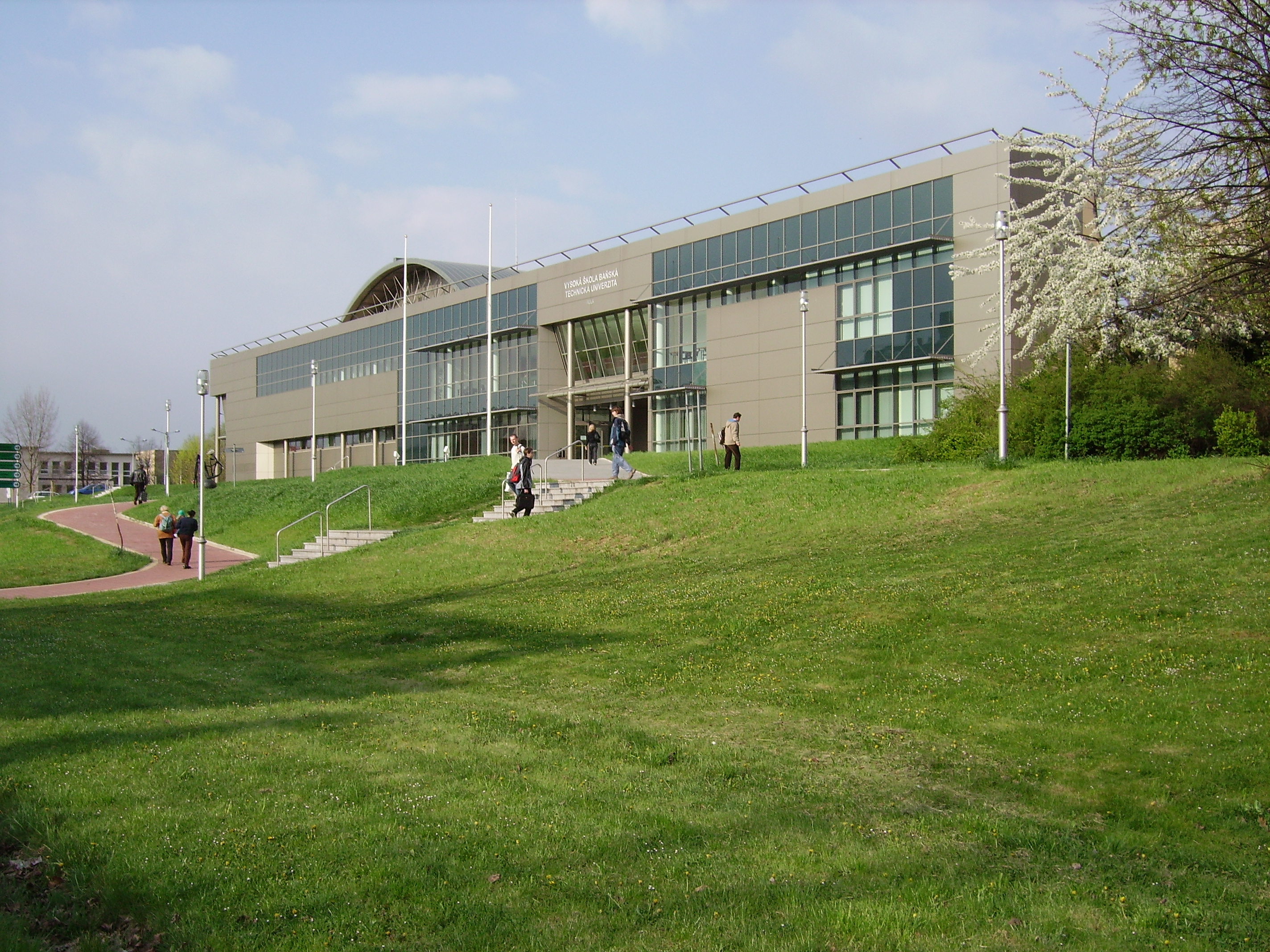
Auditorium

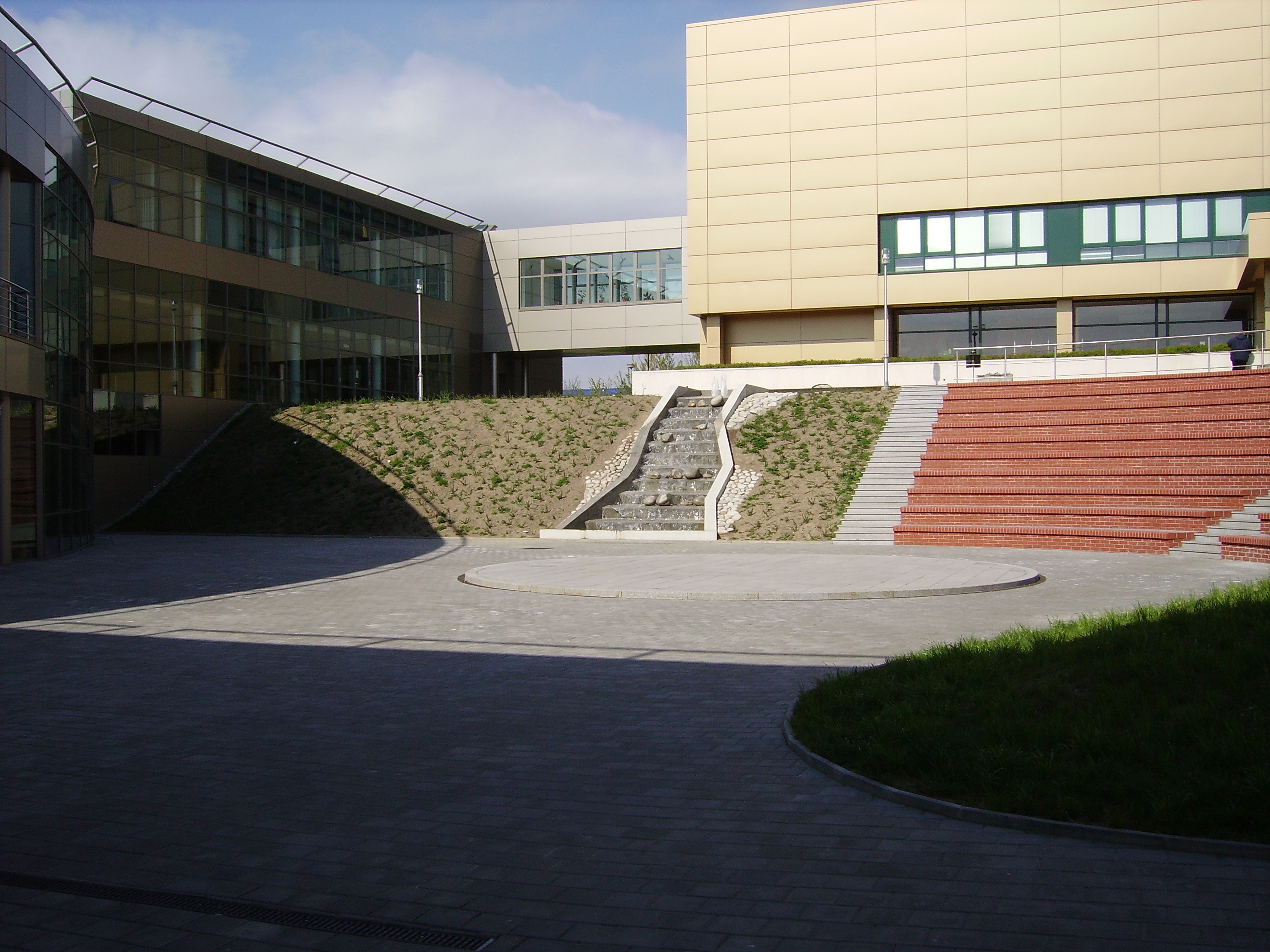
Courtyard

俄斯特拉发工业大学也被称为VSB-TUO（Vysoká škola báňská – Technická univerzita Ostrava）位于捷克共和国的摩拉维亚-西里西亚州首府俄斯特拉发市。

## 历史
大学成立于1849年1月23日，当时是普日布拉姆的矿业学院。1894年升格为大学，1904年更名为矿业大学（Vysoká škola báňská）。1945年迁至俄斯特拉发，当时捷克斯洛伐克采矿业的中心。